# Survarium
Survarium é um jogo free-to-play massivo multiplayer online de tiro em primeira pessoa com elementos de role-playing e survival desenvolvidas pela Vostok Games através de um capital de risco após o cancelamento de S.T.A.L.K.E.R. 2 e fechamento da GSC Game World, em Dezembro de 2011. Embora Survarium se pareça muito com S.T.A.L.K.E.R. em alguns aspectos, os desenvolvedores pretendem incluir funcionalidades comparáveis, nomeadamente as anomalias e artefatos que fazem referência ao russo de ficção científica, ao romance russo  Roadside Picnic sobre uma possível "catástrofe ecológica", que torna muito do ambiente quase inabitável para os seres humanos.
Em 9 de dezembro de 2011, jornalistas de videogames informaram que Sergei Grigorovich, Chief Executive Officer (CEO) da GSC Game World, havia alegado que estava decepcionado com o desenvolvimento de S.T.A.L.K.E.R. 2, durante uma reunião com os empregados. Apesar dos desmentidos iniciais da empresa acabou sendo anunciado que que S.T.A.L.K.E.R. 2 estava oficialmente cancelado. Pouco tempo depois a empresa anunciou que estava fechando as portas. Em março de 2012, os ex-funcionários da GSC Game World fundaram a Vostok Games com capitais da Vostok Ventures Ltd, e commo não obtiveram os direitos de S.T.A.L.K.E.R. iniciaram um novo projeto chamado Survarium em 25 de abril de 2012.

## Alpha test
Dia 13 de Maio de 2013, o Alpha do jogo se iniciou para os "Paises Russos". Para o restante do mundo a versão Alpha tem previsão para final deste mês.